# 663
Năm 663 là một năm trong lịch Julius.

## Sinh
- Vương Tuấn, tướng nhà Đường có công đánh quân Thổ Phiên, bảo vệ biên giới phía tây Trung Quốc (mất 732)